# 경희대학교 천문대
경희대학교 천문대(慶熙大學校天文臺)는 대한민국 용인시 기흥구 에 위치한, 경희대학교가 소유하고 운영하는 천문대이다. 해당 천문대는 나중에 새로운 변광성을 발견하기도 했다.